# Hôtel Dubuisson de Douzon
L'hôtel Dubuisson de Douzon est situé à Moulins, en France.

## Localisation
L'hôtel est situé sur la commune de Moulins, dans le département de l'Allier, en région Auvergne-Rhône-Alpes.

## Description
L'hôtel regroupe autour de deux cours - une cour d'honneur principale et une cour secondaire - plusieurs constructions d'époques différentes regroupées dans une structure du XVIIIe siècle. La toiture en tuiles plates correspond à la partie la plus ancienne, la toiture en ardoise à celle des XVIIe siècle et XVIIIe siècle. La façade principale sur rue, caractéristique du milieu du 18e siècle, comporte douze portes-fenêtres à l'étage avec balcons de ferronnerie au chiffre DD -Dubuisson de Douzon -. La cour intérieure principale est plus ancienne ; elle date du XVIe siècle ou du XVIIe siècle, et présente un bel appareil losangé de briques noires et rouges, typique de la région de Moulins. Dans un côté est creusée une fontaine qui servait de réserve pour garder le poisson vivant ; c'est le seul exemple connu de vivier subsistant dans un hôtel particulier. À l'intérieur, la plupart des parquets Versailles sont conservés. Au premier étage, un boudoir est orné de trophées en stuc et de frises de papiers peints à bouquets Louis XVI et palmettes Directoire. Le grand salon est entièrement décoré de stucs : coupole, bas-reliefs et dessus-de-porte, ... stucs se reflétant dans les glaces. À l'intérieur de l'hôtel, on trouve notamment un escalier Louis XV et deux escaliers Louis XVI,.

## Historique
À l'origine, l’hôtel du Buisson de Douzon  appartenait à la famille de Lingendes, une des plus illustres de l’aristocratie bourbonnaise. Au milieu du XVIIIe siècle, cette bâtisse situé au 3 rue de Paris est rachetée par Denis du Buisson, comte de Douzon, dont elle conservera le nom. Denis du Buisson, gouverneur de Moulins en 1775 et député de la noblesse bourbonnaise aux États généraux de 1789. Condamné à mort comme contre-révolutionnaire, il finira décapité en 1793. Avant cette fin tragique, il apporte de nombreux aménagements à son hôtel particulier. 
Aujourd'hui, l'hôtel du Buisson est partagé en appartements et plusieurs copropriétaires.
L'hôtel est inscrit et classé partiellement au titre des monuments historiques par les arrêtés du 10 août 2000 et du 6 décembre 2000.

## Protection
Éléments protégés : l'hôtel en totalité, y compris les cours intérieures, la fontaine, les escaliers et les appartements avec leurs décors (stucs, boiseries, cheminées, peintures) : inscription par arrêté du 10 août 2000 - le grand salon de compagnie situé au premier étage : classement par arrêté du 6 décembre 2000.

## Galerie

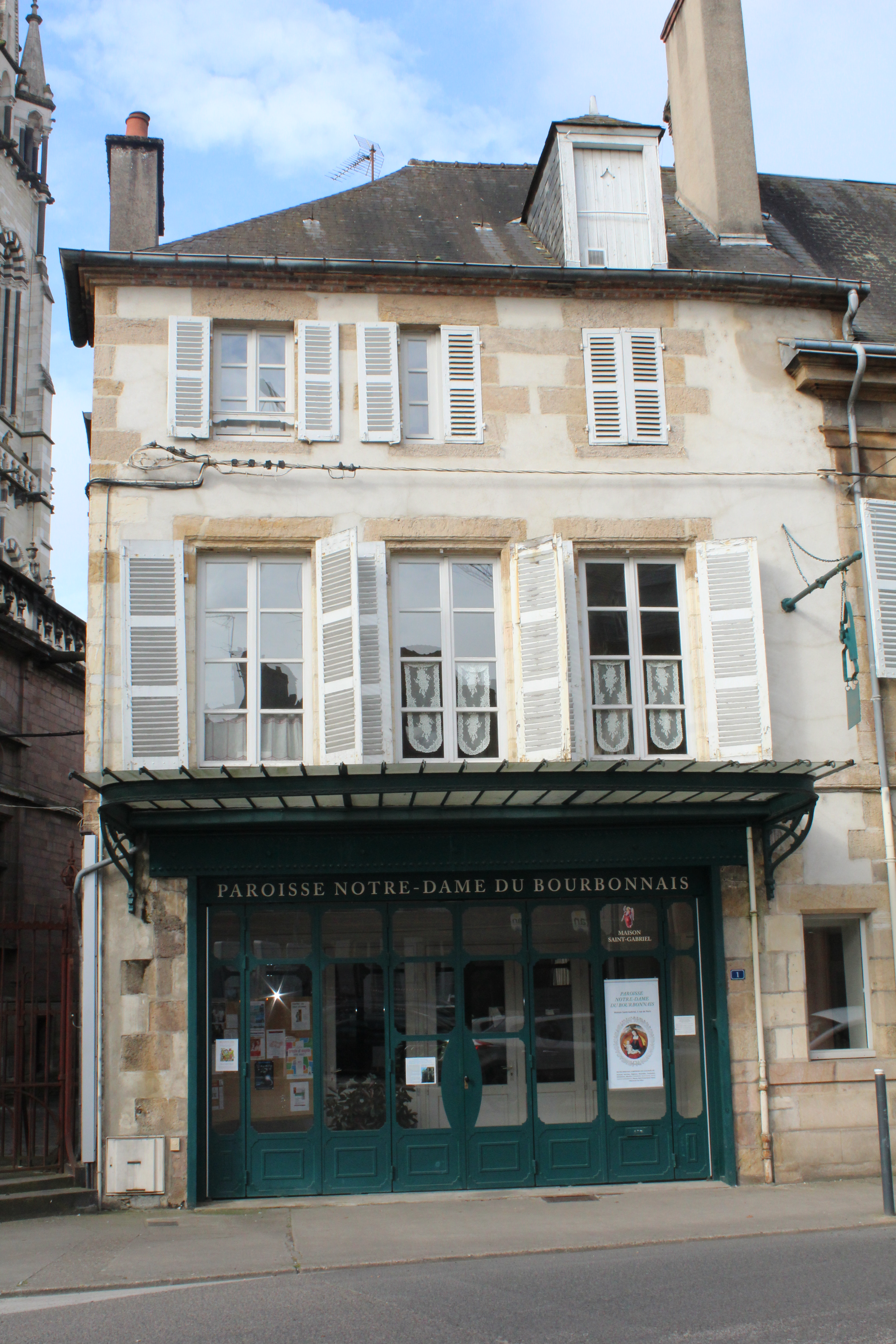
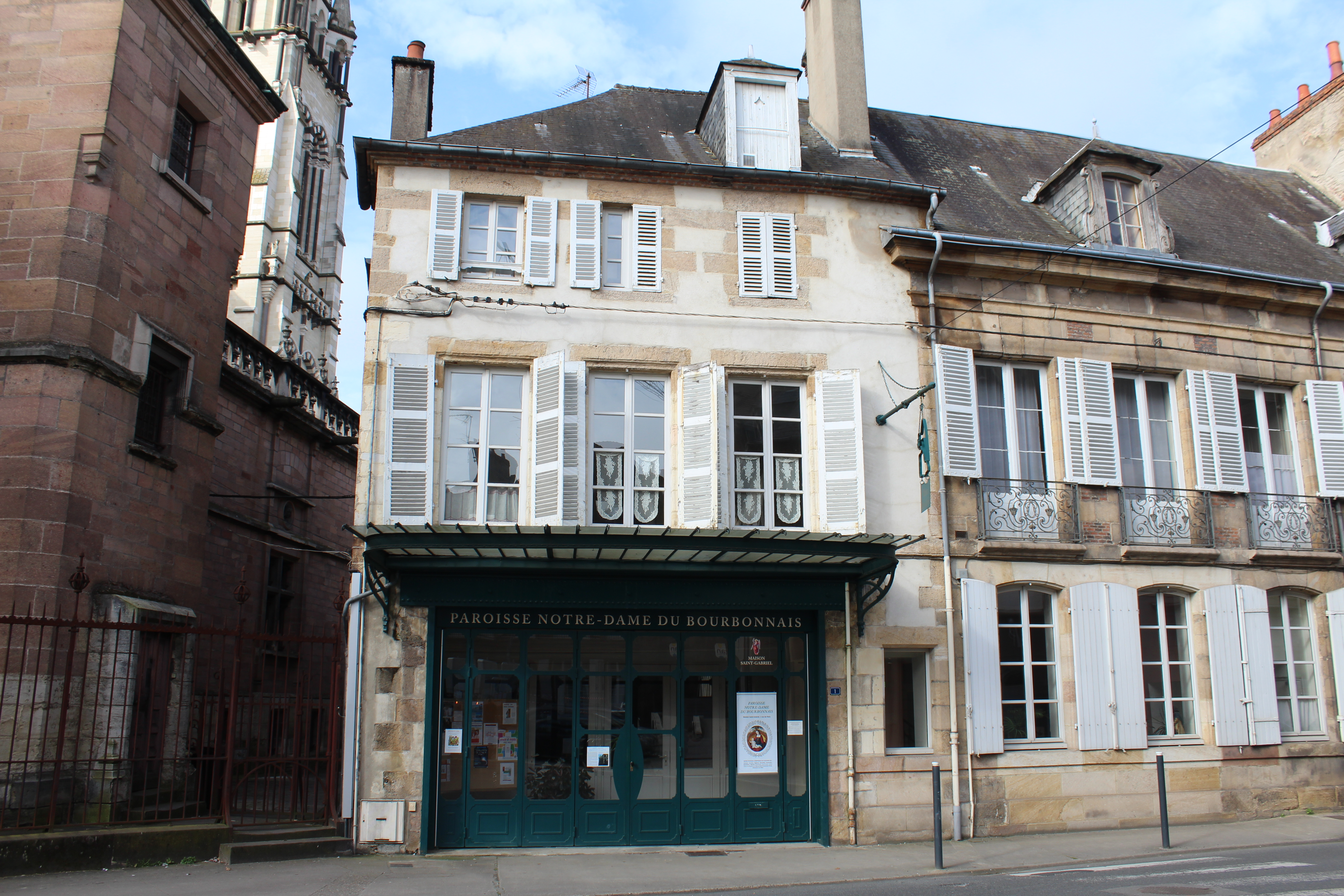
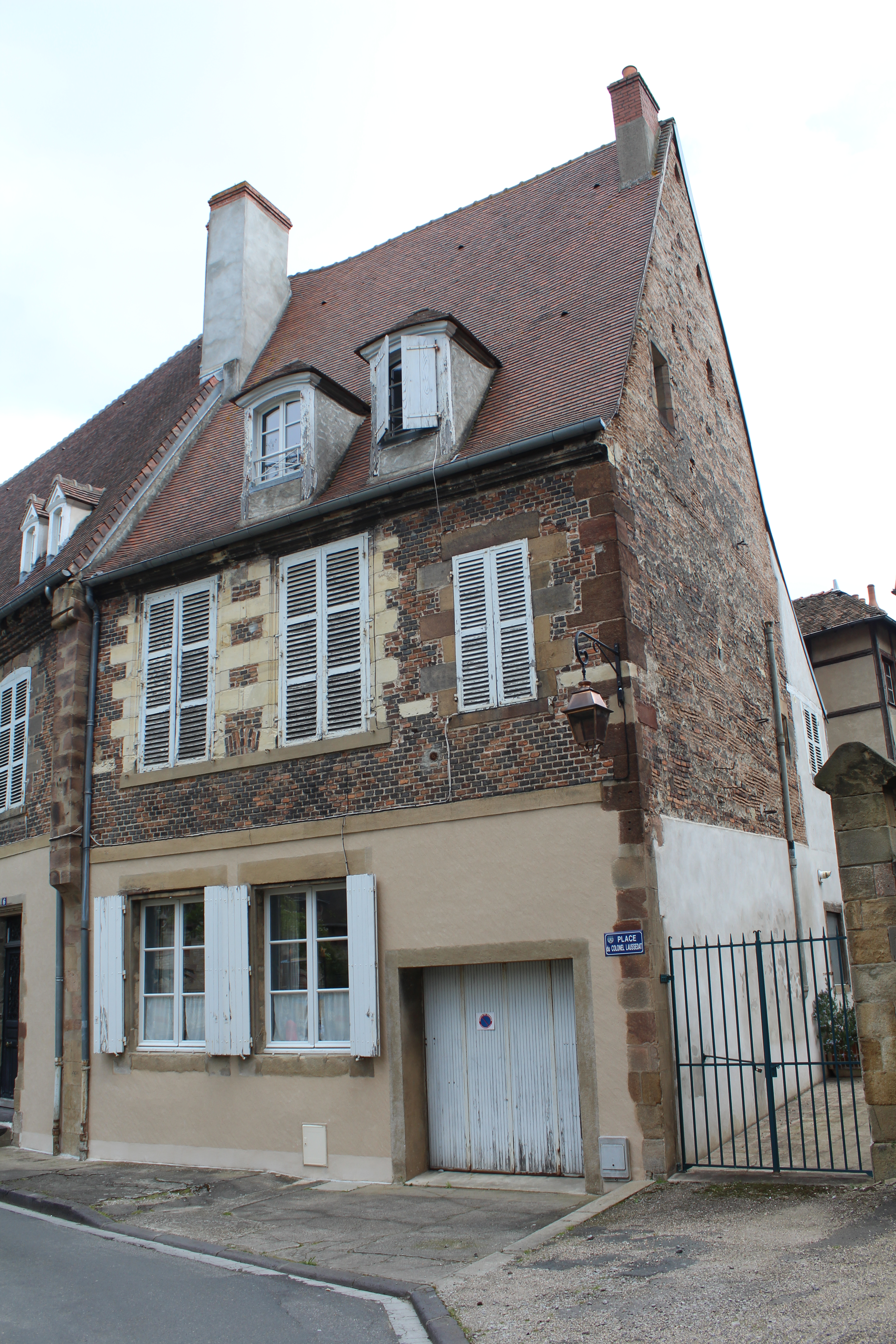